# Trioceros kinangopensis
Trioceros kinangopensis là một loài thằn lằn trong họ Chamaeleonidae. Loài này được Stipala, Lutzmann, Malonza, Wilkinson, Godley, Nyamache & Evans mô tả khoa học đầu tiên năm 2012.